# 笠原祥太郎
笠原 祥太郎（かさはら しょうたろう、1995年3月17日 - ）は、新潟県新津市（現：新潟市秋葉区）出身のプロ野球選手（投手）。左投左打。オイシックス新潟アルビレックス・ベースボール・クラブ所属。
名前の「祥」は正確には示へんを崩さずに「祥」と書く。

## 経歴

### プロ入り前
小学校2年生の時に、姉からキャッチボールに誘われたことをきっかけに、野球に興味を持ち、地元の少年スポーツクラブに加入し、新潟市立新津第二中学校では軟式野球部に所属した。ラグビー選手の稲垣啓太は中学校の先輩にあたる。
高校は新潟県立新津高等学校に進学。2年生の春からエース番号を与えられたが、2年夏の大会は県予選1回戦の帝京長岡高等学校戦で9回二死走者無しから四球、失策により満塁。直後、同点となる押し出し四球を与えたのち、サヨナラ適時打を打たれ敗退。3年時も県予選で2回戦の新潟明訓高校戦で敗退した。
理学療法士を目指して地元の新潟医療福祉大学を志望。しかし、3年時に負けた新潟明訓高校野球部監督の佐藤和也が同大学に新設される野球部の監督に就任するという噂を聞いたことで、志望学科を健康スポーツ学科に変更し、一般受験で進学して、大学でも野球を続けた。当初はプロ野球は念頭になかったが、球速は2年冬ころから一気に増し、3年時の秋には、チームは関甲新学生リーグの1部に昇格した。同年の秋リーグでリーグ新記録の73奪三振（投球回：55回1/3）を記録する。4年時の春のリーグでは、同大は2位で、笠原個人は6勝（0敗）・防御率0.72・奪三振64とすべてでリーグ最高を記録、球速は147km/h、「No.1左腕」と評された。プロ入りを意識して体重も入学時の74kgから85kgに増量。4年時には大学日本代表選考会のメンバー50人にも選出されるが、選考で落選した。
2016年10月20日に行われたドラフト会議では、中日ドラゴンズから4位指名を受け、11月21日に契約金4000万円、年俸800万円で合意し、入団した。背番号は47。担当スカウトは正津英志。新潟県の大学から、社会人野球などを経ずにNPB入りしたのは笠原が初めてであった。

### 中日時代
2017年は6月30日の広島東洋カープ戦（MAZDA Zoom-Zoom スタジアム広島）に公式戦で中継ぎとして初登板を果たした。以後8月末までに16回2/3を投げ、防御率4.86ながら17奪三振（奪三振率9.18）を記録。9月からは先発に回ると、3回目の登板となった9月18日の読売ジャイアンツ戦（ナゴヤドーム）で、8回2安打無失点に抑えて初勝利を挙げた。自身最終戦となった10月3日の横浜DeNAベイスターズ戦（横浜スタジアム）では、初回に細川成也に3点本塁打を打たれるも、2回以降は無安打に抑え、3安打3失点でプロ初完投を果たしたが、味方の援護がなく敗戦投手となった。最終的に、先発に転向後は計5試合で32回を投げ、1勝2敗、防御率2.25だった。オフに推定年俸1200万円（400万円増）で契約更改。
2018年は開幕ローテーション入りし、開幕3戦目、4月1日の広島戦（MAZDA Zoom-Zoom スタジアム広島）に先発したが、6回4失点で敗戦投手となった。その後、4月25日の巨人戦で一死も取れずに6失点、5月13日の巨人戦では1回2/3を5失点で降板し、5月14日に二軍降格した。再昇格後の6月15日の埼玉西武ライオンズ戦（メットライフドーム）で7回2安打無失点と好投すると、7月24日のDeNA戦（浜松球場）でシーズン初勝利を挙げた。また、9月7日の広島戦（ナゴヤドーム）ではプロ初完封勝利を飾った。同年は6月以降に限れば、13試合で83回1/3を投げ6勝2敗（うち完封1）、防御率2.70の成績だった。オフには2018日米野球の日本代表に初めて選出された。11月15日の第6戦に先発登板し、MLBオールスターチームを相手に5回途中4安打無失点と好投した。11月18日に推定年俸2100万円（900万円増）で契約更改。
2019年は3月29日のDeNAとの開幕戦（横浜スタジアム）で自身初めて開幕投手を務め、5回無失点に抑えた。4試合に登板し2勝0敗、防御率2.75の成績を記録していたが、4月27日の阪神タイガース戦（ナゴヤドーム）で不整脈の症状が出たため先発登板を回避。精密検査を受けるため翌28日に登録抹消された。5月11日には発作性上室性頻拍と診断されたことが発表された。6月22日にウエスタン・リーグ公式戦の広島戦（ナゴヤ球場）で実戦復帰し2回3安打1失点という結果を残すと、7月21日のDeNA戦（横浜スタジアム）で一軍復帰し、翌週のDeNA戦（ナゴヤドーム）で復帰後初勝利を挙げた。しかし、不整脈の影響でシーズンを通して僅か8試合の出場に留まった。オフに450万円減となる推定年俸1650万円で契約更改。
2020年は新型コロナウイルスの影響でシーズン開幕が延期になったため、シーズン前にシンカーの取得を目指した。だが、同年は7月に右内腹斜筋損傷で故障離脱したこともあり、一軍登板はなかった。オフにチェンジアップの改良とツーシームの取得に励んだ。
2021年は9月15日の広島戦（バンテリンドーム ナゴヤ）に先発し、2年ぶりに一軍登板。この試合では6四球を出しながらも5回1失点と踏ん張ったものの、その後チームは逆転されたため勝利投手にはなれなかった。次の登板でも、6回1失点と試合を作った。だが、その後は2試合連続で5失点以上したため、10月9日に登録抹消された。同年は4試合に先発したものの、0勝2敗、防御率6.30という成績だった。オフの11月11日に250万円減となる推定年俸1000万円で契約更改。
2022年は4月2日の広島戦（バンテリンドーム ナゴヤ）でシーズン初先発し、6回2失点に抑えた。7月14日の東京ヤクルトスワローズ戦（バンテリンドーム ナゴヤ）に先発し、5回1失点で3年ぶりに勝利投手となった。

### DeNA時代
2022年12月9日に同年から初めて実施された現役ドラフトで横浜DeNAベイスターズから指名され、移籍した。12月14日にDeNA球団事務所で入団会見が行われ、「強いチームに入ってこられたので、すごくうれしく思いますし、チームの戦力になれるように頑張りたいなと思います」と話した。背番号は中日時代と同じ47。
2023年は、オープン戦で結果を残し、開幕ローテーション入りを果たすが、移籍初登板の4月3日の阪神戦（京セラドーム）で3回3失点で降板し、続く9日の中日戦で先発予定だったが雨天中止で先発ローテーション再編のため登録抹消。その後、イースタン・リーグでの登板を続け、7月11日の阪神戦（倉敷マスカットスタジアム）で再び一軍先発するが、3回3失点で降板し、登録抹消となった。同年オフの10月3日に戦力外通告を受けた。

### 台湾・台鋼時代
2023年11月27日、台湾プロ野球の台鋼ホークスに入団することになった。背番号はDeNA時代と同じ47。
2024年、ホーム開幕戦となる4月5日の富邦ガーディアンズ戦（澄清湖野球場）で先発投手としてCPBL公式戦初登板すると、6回を投げて無失点の好投を見せ、勝利投手となった。しかし、4月19日の中信兄弟戦を最後に一軍登板がなく、6月8日に登録を抹消され、退団した。

### オイシックス時代
2024年6月17日、この年からイースタン・リーグに加入したオイシックス新潟アルビレックス・ベースボール・クラブに加入することが球団より発表された。背番号は台鋼時代と同じ47。同月22日の東北楽天ゴールデンイーグルス二軍戦（長岡市悠久山野球場）の先発登板がオイシックスでのデビュー戦となったが、3回を投げて3安打3失点で降板し、敗戦投手となった。
最終的に、13試合に登板して1勝6敗、防御率5.07の成績であった。

## 選手としての特徴
大学時代に直球は最速147km/hを記録。オーバースローから140km/h台前半の直球とカットボール、カーブ、チェンジアップを投げる。キレのある直球と落差のあるチェンジアップを武器にするが、球速差が大きいが故に球種が見切られやすいと、中日時代のデータ担当から指摘されている。

## 人物
2018年1月5日に高校時代の同級生である一般女性と入籍。2019年5月20日に第1子（長女）が誕生した。
家庭では、新潟の言葉で通しており、中日時代のチームメイトの小笠原慎之介からも「優しいし、方言も使うので面白い人」、「笠原さんはその優しさがマウンドで出ない」と評されている。
中日で同期入団だった京田陽太とは家族ぐるみで仲の良い関係。2022年11月18日に京田がDeNAへトレード移籍することが決まった際には送別会を開いてInstagram上で京田への感謝の弁を綴っていたが、その半月後には笠原自身も現役ドラフトでDeNAへの移籍が決まり、偶然にも同じタイミングでDeNAに移籍することとなった。現役ドラフトでのDeNA移籍が中日の球団代表から告げられたときには最初に京田の顔が浮かんできたと言い、「僕自身、本当に人見知りなんで、京田がいるだけでも、心強いなと思います」と入団会見で話している。ただし、笠原は1年でDeNAから戦力外となり、球団を去ることになった。
地元・新潟でプレーすることが目標の一つだったといい、2024年6月に台湾の球団を退団した後にすぐに声をかけてくれたオイシックスへは、すぐに入団を決めたという。

## 詳細情報

### 年度別投手成績
| 年 度     | 球 団     | 登 板 | 先 発 | 完 投 | 完 封 | 無 四 球 | 勝 利 | 敗 戦 | セ 丨 ブ | ホ 丨 ル ド | 勝 率 | 打 者 | 投 球 回 | 被 安 打 | 被 本 塁 打 | 与 四 球 | 敬 遠 | 与 死 球 | 奪 三 振 | 暴 投 | ボ 丨 ク | 失 点 | 自 責 点 | 防 御 率 | W H I P |
| --------- | --------- | ----- | ----- | ----- | ----- | -------- | ----- | ----- | -------- | ----------- | ----- | ----- | -------- | -------- | ----------- | -------- | ----- | -------- | -------- | ----- | -------- | ----- | -------- | -------- | ------- |
| 2017      | 中日      | 18    | 5     | 1     | 0     | 0        | 1     | 3     | 0        | 0           | .250  | 206   | 48.2     | 38       | 4           | 21       | 1     | 7        | 43       | 0     | 0        | 17    | 17       | 3.14     | 1.21    |
| 2018      | 中日      | 20    | 17    | 1     | 1     | 0        | 6     | 4     | 0        | 0           | .600  | 479   | 108.2    | 100      | 12          | 49       | 1     | 6        | 88       | 2     | 0        | 52    | 50       | 4.14     | 1.37    |
| 2019      | 中日      | 8     | 8     | 0     | 0     | 0        | 3     | 2     | 0        | 0           | .600  | 158   | 34.2     | 39       | 4           | 17       | 0     | 1        | 22       | 0     | 0        | 23    | 22       | 5.71     | 1.62    |
| 2021      | 中日      | 4     | 4     | 0     | 0     | 0        | 0     | 2     | 0        | 0           | .000  | 94    | 20.0     | 20       | 4           | 17       | 1     | 0        | 13       | 1     | 0        | 14    | 14       | 6.30     | 1.85    |
| 2022      | 中日      | 4     | 4     | 0     | 0     | 0        | 1     | 2     | 0        | 0           | .333  | 75    | 17.0     | 18       | 4           | 9        | 1     | 1        | 8        | 0     | 0        | 10    | 10       | 5.29     | 1.59    |
| 2023      | DeNA      | 2     | 2     | 0     | 0     | 0        | 0     | 2     | 0        | 0           | .000  | 36    | 6.0      | 10       | 0           | 7        | 0     | 0        | 5        | 0     | 0        | 6     | 3        | 4.50     | 2.83    |
| 2024      | 台鋼      | 3     | 3     | 0     | 0     | 0        | 1     | 1     | 0        | 0           | .500  | 78    | 17.0     | 16       | 1           | 10       | 0     | 0        | 13       | 0     | 3        | 7     | 6        | 3.18     | 1.53    |
| NPB：6年  | NPB：6年  | 56    | 40    | 2     | 1     | 0        | 11    | 15    | 0        | 0           | .423  | 1048  | 235.0    | 225      | 28          | 120      | 4     | 15       | 179      | 3     | 0        | 122   | 116      | 4.44     | 1.47    |
| CPBL：1年 | CPBL：1年 | 3     | 3     | 0     | 0     | 0        | 1     | 1     | 0        | 0           | .500  | 78    | 17.0     | 16       | 1           | 10       | 0     | 0        | 13       | 0     | 3        | 7     | 6        | 3.18     | 1.53    |

- 2024年度シーズン終了時

### 年度別守備成績
| 年 度 | 球 団 | 投手  | 投手  | 投手  | 投手  | 投手  | 投手     |
| 年 度 | 球 団 | 試 合 | 刺 殺 | 補 殺 | 失 策 | 併 殺 | 守 備 率 |
| ----- | ----- | ----- | ----- | ----- | ----- | ----- | -------- |
| 2017  | 中日  | 18    | 0     | 12    | 0     | 0     | 1.000    |
| 2018  | 中日  | 20    | 4     | 25    | 1     | 1     | .967     |
| 2019  | 中日  | 8     | 3     | 2     | 0     | 1     | 1.000    |
| 2021  | 中日  | 4     | 0     | 2     | 0     | 0     | 1.000    |
| 2022  | 中日  | 4     | 2     | 6     | 0     | 1     | 1.000    |
| 2023  | DeNA  | 2     | 0     | 3     | 0     | 0     | 1.000    |
| 2024  | 台鋼  | 3     | 1     | 3     | 0     | 1     | 1.000    |
| NPB   | NPB   | 56    | 9     | 50    | 1     | 3     | .983     |
| CPBL  | CPBL  | 3     | 1     | 3     | 0     | 1     | 1.000    |

- 2024年度シーズン終了時

### 記録

#### NPB
初記録
投手記録
- 初登板：2017年6月30日、対広島東洋カープ10回戦（MAZDA Zoom-Zoom スタジアム広島）、8回裏に3番手で救援登板、1回無失点[12][72]
- 初奪三振：同上、8回裏に菊池涼介から見逃し三振[12][72]
- 初先発登板：2017年9月1日、対阪神タイガース21回戦（阪神甲子園球場）、4回2失点3奪三振、被安打4で勝敗つかず[73][74]
- 初勝利・初先発勝利：2017年9月18日、対読売ジャイアンツ23回戦（ナゴヤドーム）、8回2安打無失点1奪三振[13][75]
- 初完投：2017年10月3日、対横浜DeNAベイスターズ24回戦（横浜スタジアム）、8回3失点8奪三振で敗戦投手[14][76]
- 初完封：2018年9月7日、対広島東洋カープ22回戦（ナゴヤドーム）、3安打5奪三振3四球[20][77]

打撃記録
- 初打席：2017年9月1日、対阪神タイガース21回戦（阪神甲子園球場）、3回表に青柳晃洋から投ゴロ
- 初安打：2017年10月3日、対横浜DeNAベイスターズ24回戦（横浜スタジアム）、5回表に綾部翔から中前安打[78][79]
- 初打点：2018年7月24日、対横浜DeNAベイスターズ15回戦（浜松球場）、2回裏に井納翔一から左中間適時二塁打[78][80]

その他の記録
- 開幕投手：1回（2019年）

### 背番号
- 47（2017年 - ）

### 登場曲
- 「ピースサイン」米津玄師（2017年）
- 「英雄」doa（2018年 - ）